# Neusser Eisenbahn

Logo der Neusser Eisenbahn

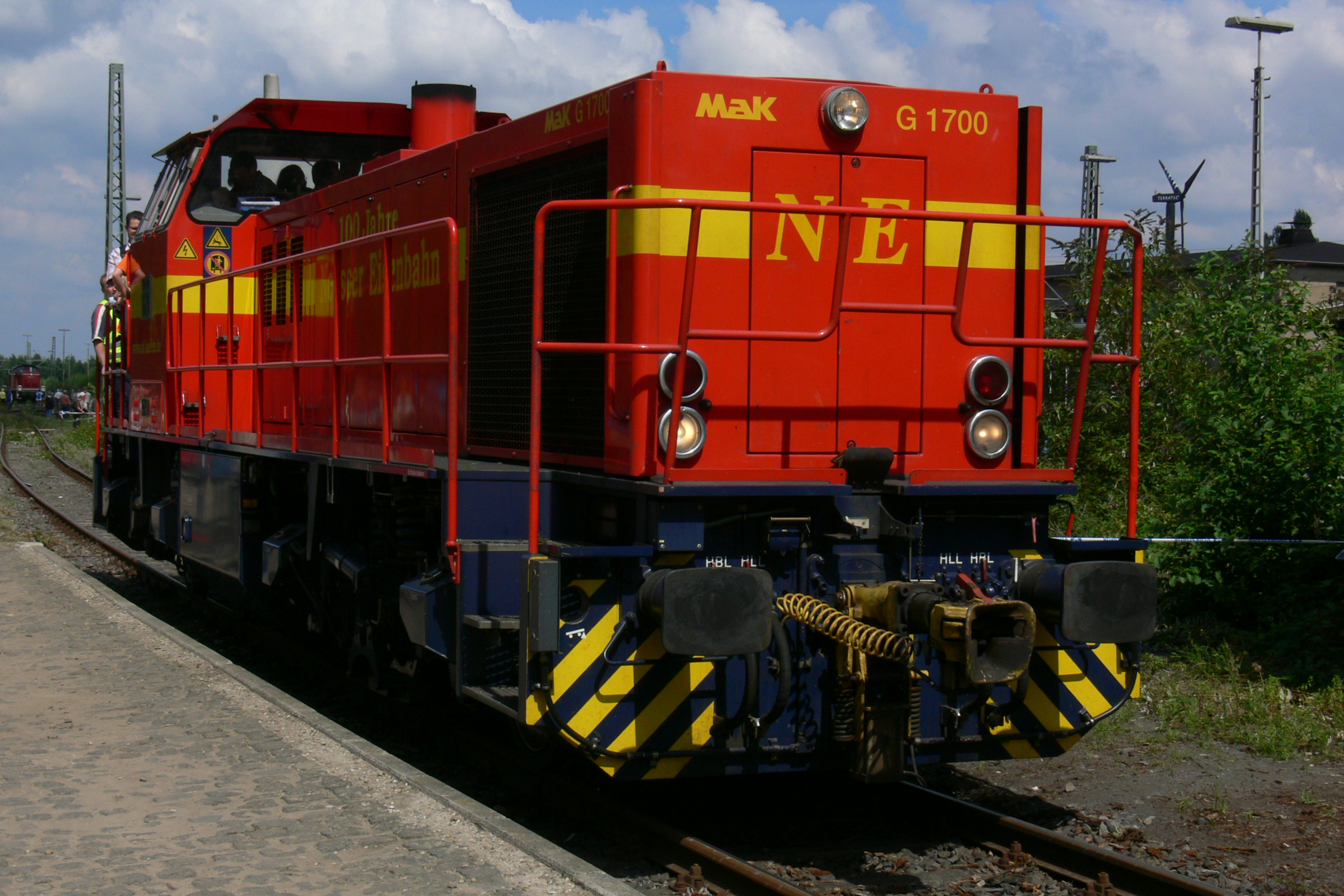
MaK G 1700 BB als Lok VIII der Neusser Eisenbahn in Kaldenkirchen

Die Neusser Eisenbahn (NE) ist ein öffentliches Eisenbahninfrastrukturunternehmen (EIU) und öffentliches Eisenbahnverkehrsunternehmen für den Güterverkehr (EVU) mit Sitz in Neuss. Die Neusser Eisenbahn ist ein Unternehmen der Neuss Düsseldorfer Häfen GmbH & Co. KG. Das ursprüngliche Betätigungsfeld ist die Bedienung des regionalen Bereiches der Industrie- und Gewerbegebiete im Central Hafen Neuss und seinem Umland. Daneben bietet die NE Zugleistung auf öffentlichen Streckennetzen wie zum Beispiel Internationale Ganzzugverbindungen im kombinierten Verkehr an. Außerdem führt sie Kooperationsverkehre mit anderen Eisenbahnunternehmen durch und leistet Lokeinsätze auf Bahnbaustellen. Ebenfalls bietet sie Wartung von Güterwagen und wagentechnische Untersuchungen an. Beschäftigt sind bei ihr über einhundert Mitarbeiter.

## Infrastruktur
Die Neusser Eisenbahn betreibt die Bahnhöfe Neuss Hessentor und Düsseldorfer Hafen. Zu ihr gehören 80 Kilometer Betriebsgleise und 22 Kilometer Privatanschlussgleise mit insgesamt 276 Weichen. Im Jahre 2005 betrug die Verkehrsleistung 6,2 Millionen Tonnen.

## Loks und Wagen
Zur Abwicklung des Verkehrs besitzt die Neusser Eisenbahn zahlreiche Triebfahrzeuge sowie 78 eigene Güterwagen.
| Triebfahrzeuge der Neusser Eisenbahn (04/2008) |                          |          |           |         |             |                                                   |
| Nummer                                         | Hersteller/Fabriknummer  | Leistung | Achsfolge | Baujahr | Typ         | Bemerkungen                                       |
| I                                              | Krauss-Maffei/19815      | 515 kW   | C         | 1975    | M 700 C     | nach Unfall z.Zt außer Betrieb, jetzt bei der WLH |
| II                                             | MaK/700025               | 470 kW   | C         | 1978    | G 761 C     | in Italien                                        |
| III                                            | MaK/700061               | 500 kW   | C         | 1982    | G 761 C     | als RHC DH103 in Bottrop                          |
| IV                                             | Deutz/57801              | 808 kW   | B'B'      | 1965    | DG 1000 BBM | Verkauft 2018 nach Italien                        |
| V                                              | MaK/1000244              | 956 kW   | B'B'      | 1965    | G 1300 BB   | bei TL Train Logistic                             |
| VI                                             | MaK/1000890              | 1180 kW  | B'B'      | 1993    | G 1205 BB   | 2019 an die Krefeld Hafen GmbH verkauft           |
| VII                                            | Vossloh/1000906          | 1180 kW  | B'B'      | 1997    | G 1205 BB   |                                                   |
| VIII                                           | Vossloh/1001113          | 1500 PS  | B'B'      | 2001    | G 1700      | bei KAF Falkenhahn                                |
| 9                                              | Vossloh/1001040          | 2240 PS  | B'B'      | 2002    | G 2000      | als Ersatzteilspender bei Vossloh Moers           |
| X                                              | MaK/700060               | 500 kW   | C         | 1982    | G 761 C     | bei EAH Eisenbahn Anlagen Handel                  |
| XI                                             | Orenstein & Koppel/26929 | kW176    | B         | 1977    | Köf III     | ex DB 335 219                                     |
| XII                                            | Vossloh/1000897          | 1180 kW  | B'B'      | 1995    | G 1205 BB   |                                                   |
| 481 005                                        | Adtranz/33392            | 5600 kW  | Bo'Bo'    | 2000    | TRAXX       | angemietet von Dispolok                           |
| 481 006                                        | Adtranz/33393            | 5600 kW  | Bo'Bo'    | 2000    | TRAXX       | angemietet von Dispolok                           |
| 11                                             | Windhoff/260081          |          | B         | 1991    | RW 110 DH   |                                                   |
| 12                                             | Windhoff/260084          |          | B'B'      | 1991    | RW 90 DH    |                                                   |
| 14                                             | Windhoff/260108          |          | B'B'      | 1994    | RW 110 DH   |                                                   |
| 15                                             | Zephir/1710              |          | B         | 2001    | Lok 14.240  |                                                   |
|                                                | Vollert/80/090           |          | B         | 1980    | DR 8000     | jetzt bei Giesen-Wekos in Neuss                   |

| Nummer | Hersteller/Fabriknummer  | Leistung | Achsfolge | Baujahr | Typ        | Bemerkungen                     |
| ------ | ------------------------ | -------- | --------- | ------- | ---------- | ------------------------------- |
| DH101  | O&K/26202                |          | B         | 1963    | MB 5 N     |                                 |
| DH107  | Vossloh/1000906          | 1180 kW  | B'B'      | 1997    | G 1205 BB  | Ehemalige Lok VII               |
| DH111  | Orenstein & Koppel/26929 | kW176    | B         | 1977    | Köf III    | Ehemalige Lok XI, ex DB 335 219 |
| DH112  | Vossloh/1000897          | 1180 kW  | B'B'      | 1995    | G 1205 BB  | Ehemalige Lok XII               |
| 11     | Windhoff/260081          |          | B         | 1991    | RW 110 DH  |                                 |
| 12     | Windhoff/260084          |          | B         | 1991    | RW 90 DH   |                                 |
| 14     | Windhoff/260108          |          | B         | 1994    | RW 110 DH  |                                 |
| 15     | Zephir/1710              |          | B         | 2001    | Lokm14.240 |                                 |

## Bilder

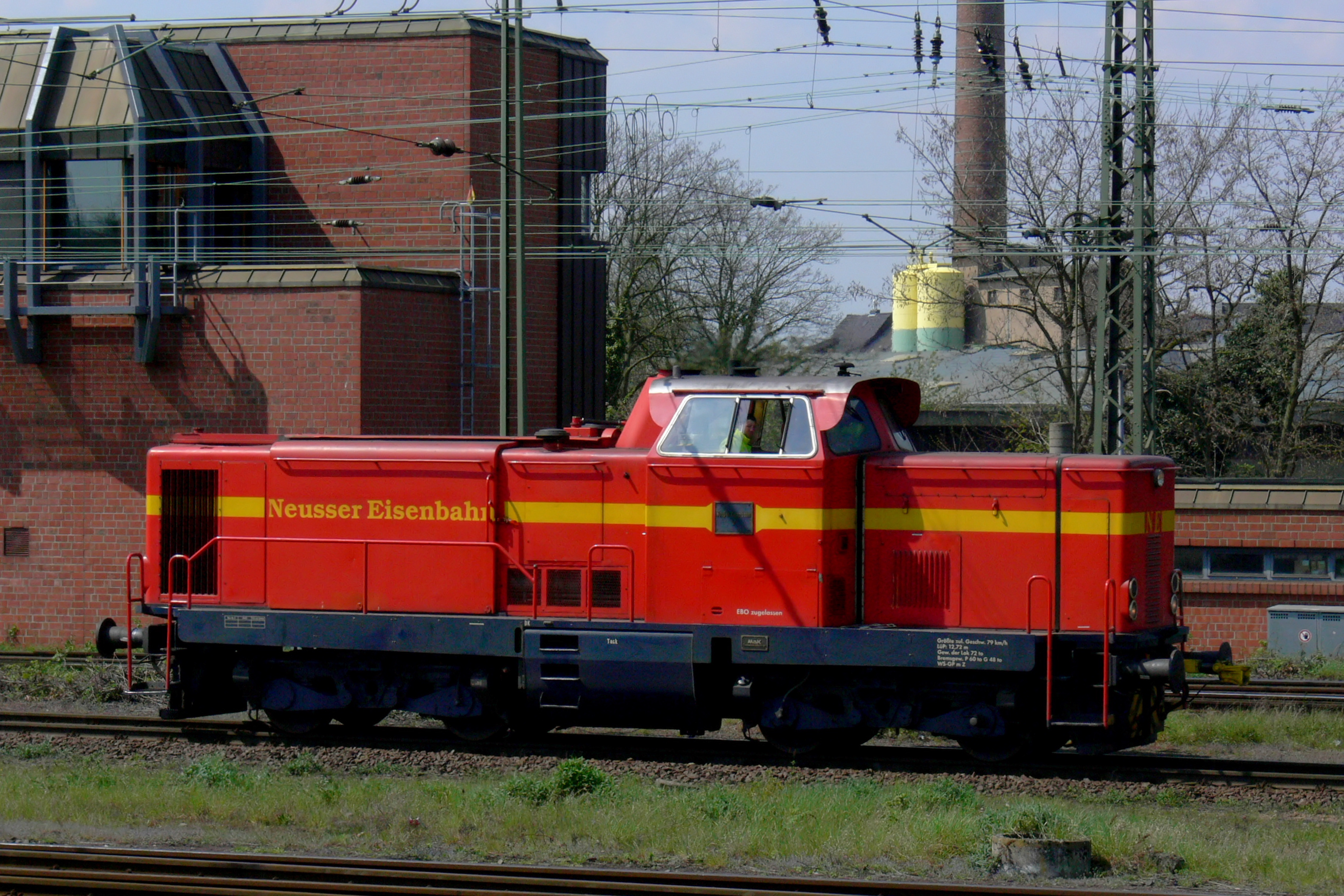
Lok V (MaK G 1300 BB)
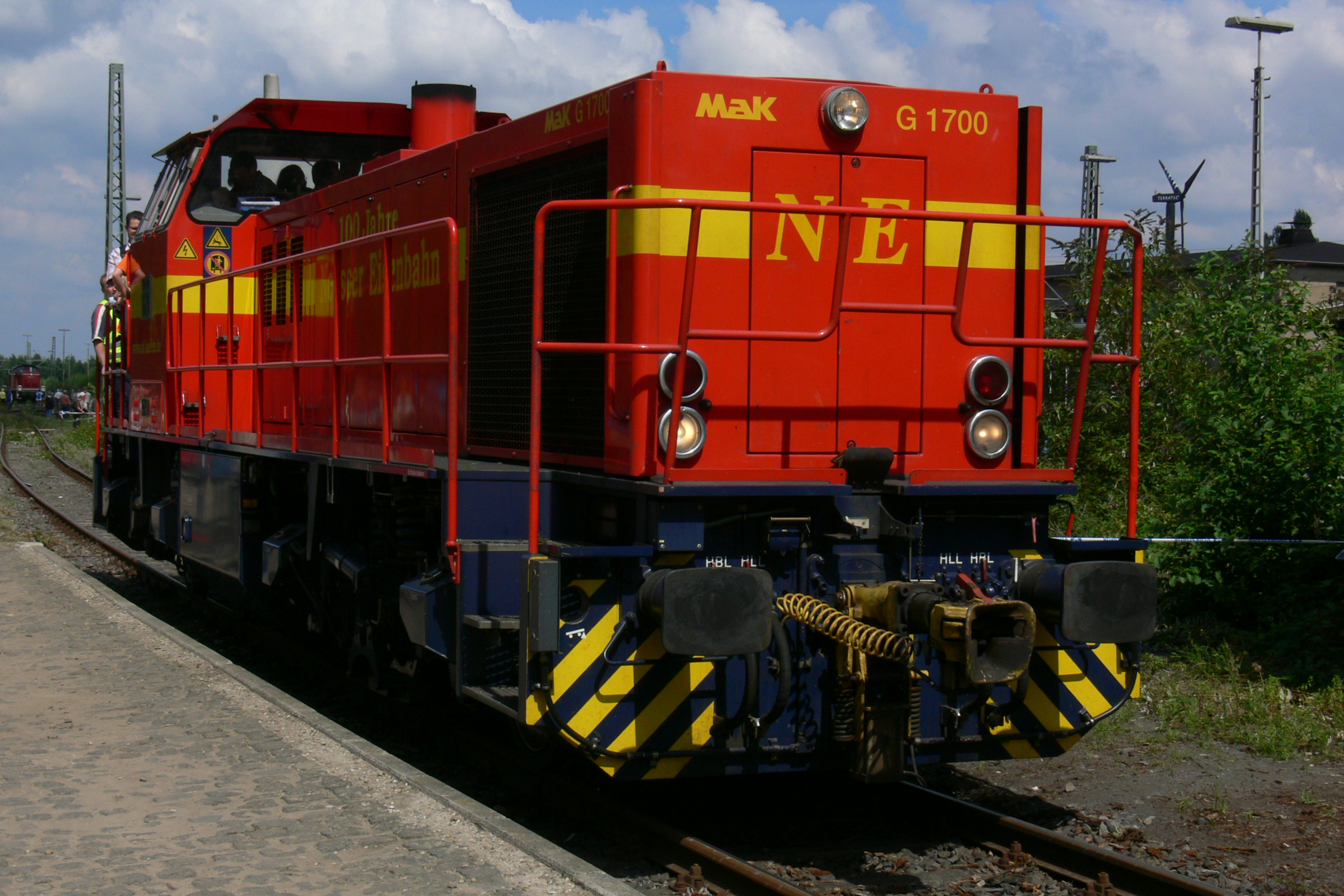
Lok VIII (MaK G 1700 BB)

## Geschichte
Nach dem Ausbau des Erftkanals zum Hafen (1837–1839) machte der Aufschwung der Industriestadt Neuss und steigende Umschlagzahlen eine verbesserte Anbindung an das Preußische Eisenbahnnetz (1853) notwendig. Nachdem diese ihr Streckennetz umbaute und den Betrieb der Hafenbahn kündigte, gründete die Stadt 1905 eine eigene Ring- und Hafenbahn und baute ein Streckennetz mit Anschluss an den verlegten Güterbahnhof der Preußischen Eisenbahn. Der Umschlag von Kohle, Erz und Holz nahm stetig zu.
Beide Weltkriege beendeten jeweils abrupt den Aufschwung und zerstörten Teile der Anlagen. Sie wurden danach wieder neu errichtet.
In der zweiten Hälfte des 20. Jahrhunderts sanken die Beförderungsumsätze, da der Transport von Lebensmitteln und Getreide durch den LKW schneller und vor allem kostengünstiger war. Auch das Transportaufkommen von Erzen, Stahl und Kohle nahm insgesamt ab.
Zum Jahrtausendwechsel bestand die Hauptaufgabe der Neusser Eisenbahn im sogenannten Kombinierten Ladungsverkehr (KLV), also im Umschlag von standardisierten Containern und Wechselbrücken zwischen Binnenschiff, LKW und Eisenbahn. Nach Öffnung des Streckennetzes der Deutschen Bundesbahn fand die Neusser Eisenbahn neue Betätigungsfelder im Güternahverkehr.
Anfang 2003 schlossen sich die linksrheinischen Neusser und rechtsrheinischen Düsseldorfer Häfen zusammen. Die Neusser Eisenbahn betreibt nun beide Gleisnetze, die über eine Rheinbrücke des DB-Streckennetzes miteinander verbunden sind.
Zum hundertjährigen Bestehen der Neusser Eisenbahn im Oktober 2004 waren auf den Gleisen der Neusser Eisenbahn zahlreiche historische Dampf- und Dieselloks zu besichtigen. Besucher hatten die Möglichkeit, mit einem Triebwagen der RegioBahn den Hafen aus Sicht der Hafenbahn zu erkunden.